# Carlo Bronne
Carlo Bronne (* 29. Mai 1901 in Lüttich, Provinz Lüttich; † 25. Juli 1987 ebenda) war ein belgischer Jurist, Journalist und Schriftsteller, der zuletzt Präsident des Appellationsgerichts in Lüttich war und vor allem durch seine zahlreichen Bücher und Essays zur Geschichte Belgiens und Persönlichkeiten der belgischen Geschichte bekannt wurde.

## Leben

### Laufbahn als Rechtsanwalt und Richter
Nach dem Besuch des Humanistischen Gymnasiums in Lüttich verzog Bronne mit seinen Eltern nach Paris, wo er 1919 sein Baccalauréat am Lycée Carnot ablegte. Ein anschließendes Studium der Rechtswissenschaften an der Universität Lüttich beendete er 1925 als Doktor der Rechte und war anschließend für ein Jahr als Rechtsanwalt in Paris tätig, ehe er 1926 seine anwaltliche Zulassung in Lüttich erhielt. Neben seiner anwaltlichen Tätigkeiten war er zeitweise als Gerichtsreporter für die Zeitschrift Journal de Liège tätig.
1930 wurde er Richter am Gericht der Ersten Instanz in Lüttich, anschließend 1931 am Gericht der Ersten Instanz in Verviers sowie 1933 erneut am Gericht der Ersten Instanz in Lüttich. Nachdem er 1944 Präsident des Militärgerichts in Namur war, wurde er 1946 Richter am Appellationsgericht in Lüttich und zugleich Präsident des Belgischen Militärgerichts. Zuletzt wurde er 1960 Präsident des Appellationsgerichts in Lüttich, das für die Provinzen Lüttich, Luxemburg und Namur zuständig ist, und bekleidete dieses Amt bis zu seinem Eintritt in den Ruhestand.

### Schriftstellerische Laufbahn
Bronne verfasste zahlreiche Beiträge für zahlreiche französischsprachige Tageszeitungen und Zeitschriften wie Le Figaro, Mercure de France, L’Express, Le Soir, Revue des Deux Mondes, Les Nouvelles Littéraires oder Journal de Genève.
Erste Bekanntheit erreichte er durch seine frühen Gedichte, die vom Leben in der Provinz Lüttich geprägt waren und 1930 mit dem nach Émile Verhaeren benannten Prix Verhaeren ausgezeichnet wurden.
Weitaus bekannter wurde er durch seine historischen und chronistischen Werke wie durch die umfangreiche Abhandlung Léopold Ier et son temps (1942) über König Leopold I., das in zahlreichen Neuauflagen erschien. Weitere bekannte Werke dieser Art waren L’amalgame (1948) sowie Albert Ier, le roi sans terre (1983). Daneben verfasste er zahlreiche Essays wie Esquisses au crayon tendre (1942), Rilke, Gide et Verhaeren (1955) und Le promenoir des amis (1967).
1948 wurde er Mitglied der Académie royale de langue et de littérature françaises de Belgique, deren Direktor er 1962 wurde. Darüber hinaus war er korrespondierendes Mitglied der Académie des sciences morales et politiques (1956), 1950 Mitgründer der Belgischen Gesellschaft für Forschungen über Napoleon Bonaparte sowie 1959 Mitglied des Literaturrates von Monaco.
Für seine literarischen und kulturellen Verdienste wurde er ferner 1951 mit dem Prix quinquennal de l'Essai für L’amalgame sowie 1975 mit dem Prix quinquennal de littérature für sein Gesamtwerk geehrt.

## Veröffentlichungen
| - La comtesse de Mercy-Argenteau et la musique russe, 1935 - Esquisses au crayon tendre, 1942 - La comtesse de Mercy-Argenteau, 1945 - Nouvelles esquisses, 1946 - Léopold Ier et son temps, 1947 - L' amalgame, 1948 - La comtesse Le Hon et la première ambassade de Belgique à Paris, 1952 - Hôtel de l'Aigle noire, 1954 - Rilke, Gide et Verhaeren, 1955 - Le miroir de la Belgique, 1957 - Hommes de coeur et femmes de tête, 1958 - La vie impétueuse de Malou-Riga (1753-1827), 1962 - Profile perdus, 1963 - Albert Ier, 1965 - Le bonheur d'Orphée, 1965 - Histoires de Belgique, 1967 - Le promenoir des amis, 1967 | - Financiers et comédiens au XVIIIe siècle, 1969 - Bleu d'Ardenne, 1969 - Madame de Nettine, banquière des Pays-Bas, 1969 - Concours musical international Reine Élisabeth , 1972 - Les roses de cire, 1972 - Un Américain en Ardenne et autres perspectives forestières, 1974 - Compère qu'as-tu vu?, 1975 - Élisabeth de Belgique, 1976 - Le temps des vendanges, 1976 - Il a neigé sur Nevermore, 1978 - Belœil et la maison de Ligne, 1979 - Bruxelles vue par les peintres naïfs, 1979 - Grandes heures de la dynastie, 1981 - Albert Ier, le roi sans terre, 1983 - Jules van Praet, ministre de la Maison du Roi, 1983 - Hemingway et Jean Racine, reporters de guerre en Ardenne, 1985 - Belles étrangères en Belgique, 1986 |

## Hintergrundliteratur
- Jean Warmoes: Carlo Bronne. Un demi-siècle de chroniques, 1929-1979, 1979